# Het huis van de tijd
Het huis van de tijd is de vijfde roman van de Italiaanse schrijver Laura Mancinelli.  De eerste Italiaanse uitgave verscheen in 1993; de Nederlandse vertaling in 2025.